# Enrico Bellone
Enrico Bellone (Tortona, 14 agosto 1938 – Tortona, 16 aprile 2011) è stato uno storico della scienza e divulgatore scientifico italiano.

## Biografia e carriera
Enrico Bellone si è laureato in Fisica nel giugno del 1962 presso l'Università di Genova con Antonio Borsellino, del cui gruppo di ricerca in biofisica del CNR fu borsista fino al 1966, dopodiché i suoi interessi si rivolsero alla storia e filosofia della scienza.
Dopo un periodo di ricerca alla Domus Galilaeana di Pisa (1967-70) e vari incarichi di insegnamento di storia della fisica all'Università di Genova, divenuto ordinario di Storia della scienza nel 1980, ha insegnato presso l'Università di Lecce e, nuovamente, l'Università di Genova, quindi alla cosiddetta Cattedra Galileiana di Storia della Scienza dell'Università di Padova, appositamente creata per lui nel 1994 dall'allora preside della Facoltà di Scienze, Cesare Pecile. A Padova, ha diretto dal 1998 il Centro Interdipartimentale di Ricerca in Storia e Filosofia delle Scienze della stessa Università.
Nel 1995, diventa Direttore di Le Scienze , versione italiana della statunitense Scientific American, rivista di cultura scientifica fra le più prestigiose in Italia, direzione che lascerà nel 2009. Dalla nascita, avvenuta nel 2003, è stato anche direttore della rivista Mente&Cervello.
Dal 2001, ha insegnato all'Università degli Studi di Milano, dove è stato ordinario di Storia della Scienza e delle Tecniche presso la Facoltà di Scienze Matematiche, Fisiche e Naturali.
Nel 2004, gli è stato assegnato il Premio "Capo d'Orlando" e, nel 2008, con George Lakoff, il Premio "Giulio Preti" per il dialogo fra scienza e democrazia. Insegna Storia della Scienza anche alla Facoltà di Filosofia dell'Università Vita-Salute San Raffaele.
È morto nel 2011, all'età di 72 anni.

## Temi
L'opera di Bellone si concentra su due temi collegati: l'Epistemologia e la natura evoluzionistica del processo culturale.

### Approccio evoluzionistico alla storia della scienza
Già da Il mondo di carta (1976) emergono chiaramente le prime tesi circa il carattere fondamentalmente casuale della scoperta scientifica. Su questa strada evolve il pensiero di Bellone attraverso Caos e Armonia (1990) una storia della scienza in cui, seppur non esplicitate, vanno maturando le convinzioni circa il comportamento non direzionale dell'evoluzione del sapere, che sarebbe appunto estraneo a un'idea di progresso guidato dalla progettualità degli scienziati. Tali idee arrivano a maturazione in I corpi e le cose. Un modello naturalistico della conoscenza (2000), La stella nuova. L'evoluzione e il caso Galilei (2003), per culminare ne L'origine delle teorie (2006). La tesi fondamentale di Bellone è che la cultura è un processo meglio descrivibile nel contesto non direzionale e non finalistico di stampo neo-darwiniano piuttosto che nel contesto classico di progresso dovuto alle aspettative e alla volontà dei singoli ricercatori. L'evolversi delle teorie seguirebbe un andamento simile a quello delle forme viventi, sospinto da invenzioni casuali e da selezione ambientale. Tuttavia, già nel finale de La stella nuova Bellone indica una complessità maggiore della semplice "assenza di finalità", concludendo il libro con la frase: «potremmo inventare il progresso e mettere nel sacco l'evoluzione».

### Epistemologia
Parallelamente allo sviluppo delle sue tesi in storia della scienza Bellone ha maturato una visione epistemologica anch'essa di ispirazione evoluzionista. A partire da Saggio naturalistico sulla conoscenza (1992) passando per Molte nature (2008) le sue tesi arrivano a piena maturazione in Qualcosa là fuori. Come il cervello crea la realtà (2011) in cui si abbraccia un paradigma dichiaratamente ispirato all'inquadramento di Konrad Lorenz degli apriori kantiani in a posteriori filogenetici: la realtà "oggettiva" è simile a un Noumeno kantiano di cui non si può dire nulla in modo indipendente dal contesto percettivo che la considera, è appunto solo un "qualcosa", che prende forma specifica in base agli apparati di senso che ne percepiscono ed elaborano quegli aspetti oggettivi compatibili con gli apparati sensoriali stessi, così che ogni essere vivente percepisce e costruisce una porzione di realtà diversa. La coerenza di queste immagini del mondo è dovuta al processo di selezione naturale: sopravvivono e si riproducono quelle forme viventi che hanno sviluppato apparati in grado di costruire immagini della realtà effettivamente funzionanti, ovvero che hanno garantito successo riproduttivo agli individui portatori.

### Storiografia e impegno politico
Enrico Bellone è stato per anni direttore delle riviste divulgative Le Scienze e di Mente e Cervello, partecipando al dibattito pubblico anche tramite conferenze divulgative e pezzi di opinione su giornali generalisti. Nella sua produzione giornalistica e divulgativa un tema molto forte è il rapporto tra la scienza e la cultura di massa, mediato dalla politica, tema che ha poi sintetizzato nella monografia La scienza negata (2005). In questo testo Bellone ricostruisce le ragioni storiche di un atteggiamento anti-scientifico di fondo della società italiana, mostrando, tra le altre cose, una connessione tra la classe politica attuale - a suo avviso particolarmente digiuna di scienza - e la riforma scolastica Gentile, la quale per decenni ha indirizzato gli aspiranti dirigenti della classe politica e legislativa verso studi umanistici escludendo di fatto la possibilità di accedere a certe cariche della cosa pubblica chi provenisse da studi scientifici. Emblematiche ad esempio le parole di Giovanni Gentile che definivano gli studi scientifici materia per "ingegni minuti", mentre gli studi umanistici sarebbero stati il naturale terreno delle menti più elevate.

## Opere
- Opere di Kelvin (a cura di), Torino, UTET, 1971.
- Aspetti dell'approccio statistico alla meccanica (1849-1905). Saggio sull'uso di parametri probabilistici nella fisica teorica della seconda metà dell'Ottocento, Pisa-Firenze, Domus Galileiana/Giunti-Barbera, 1972.
- I modelli e la concezione del mondo nella fisica moderna da Laplace a Bohr, Milano, Feltrinelli, 1973.
- Attualità del materialismo dialettico (con Ludovico Geymonat, Giulio Giorello e Silvano Tagliagambe), Roma, Editori Riuniti, 1974.
- Il mondo di carta. Ricerche sulla seconda rivoluzione scientifica, Milano, Mondadori, 1976.
- Le leggi della termodinamica da Boyle a Boltzmann, Torino, Loescher, 1978.
- Le leggi del movimento da Hume a Laplace, Torino, Loescher, 1979.
- Il sogno di Galileo. Oggetti ed immagini della ragione, Bologna, Società editrice il Mulino, 1980.
- La relatività da Faraday a Einstein, Torino, Loescher, 1981.
- Opere scelte di Albert Einstein (a cura di), Torino, Bollati Boringhieri, 1988.
- I nomi del tempo, Torino, Bollati Boringhieri, 1989. ISBN 8833904695.
- Caos e armonia. Storia della fisica moderna e contemporanea, Torino, UTET Libreria, 1990. ISBN 8877500611 (con successive edizioni).
- Saggio naturalistico sulla conoscenza, Torino, Bollati Boringhieri, 1992. ISBN 8833906507.
- Galileo Galilei: processo al pregiudizio (con Paolo Budinich e Umberto Curi), Trieste, Editoriale Scienza, 1992.
- Spazio e tempo nella nuova scienza, Roma, Carocci, 1994. ISBN 884300137X.
- Il Saggiatore e le origini della scienza moderna, in: Galileo Galilei, Il Saggiatore, a cura di Enrico Bellone; Roma, Edizioni Teknos, 1994
- Galileo – La vita e le opere di una mente inquieta, Roma, Edizioni Le Scienze, 1998.
- I corpi e le cose. Un modello naturalistico della conoscenza, Milano, Bruno Mondadori, 2000. ISBN 8842498068.
- La stella nuova. L'evoluzione e il caso Galilei, Torino, Einaudi, 2003. ISBN 8806164694.
- Lo specchio della mente, Torino, Radio RAI, 2003 (radiodocumentario).
- La scienza negata. Il caso italiano, Torino, Codice Edizioni, 2005. ISBN 8875780234.
- L'origine delle teorie, Torino, Codice Edizioni, 2006. ISBN 88-7578-057-9.
- Molte nature. Saggio sull'evoluzione culturale, Milano, Raffaello Cortina, 2008. ISBN 9788860302151.
- Galilei e l'abisso. Un racconto, Torino, Codice Edizioni, 2009. ISBN 9788875781347
- Qualcosa, là fuori. Come il cervello crea la realtà, Torino, Codice Edizioni, 2011. ISBN 9788875781910.
- Galileo, Keplero e la nascita del metodo scientifico, Roma, Gruppo Editoriale L'Espresso, 2012.

## Curiosità
Nella parte finale della canzone Il dito medio di Galileo di Caparezza è inserita una parte della lezione del professor Bellone sul pensiero di Galileo registrata per la collana Beautiful Minds pubblicata in allegato a La Repubblica e L'Espresso. In particolare, il frammento citato parla dei rapporti tra Galileo e il Vaticano e delle accuse di eresia a suo carico.